# Clase Sierra (transatlánticos de 1923)

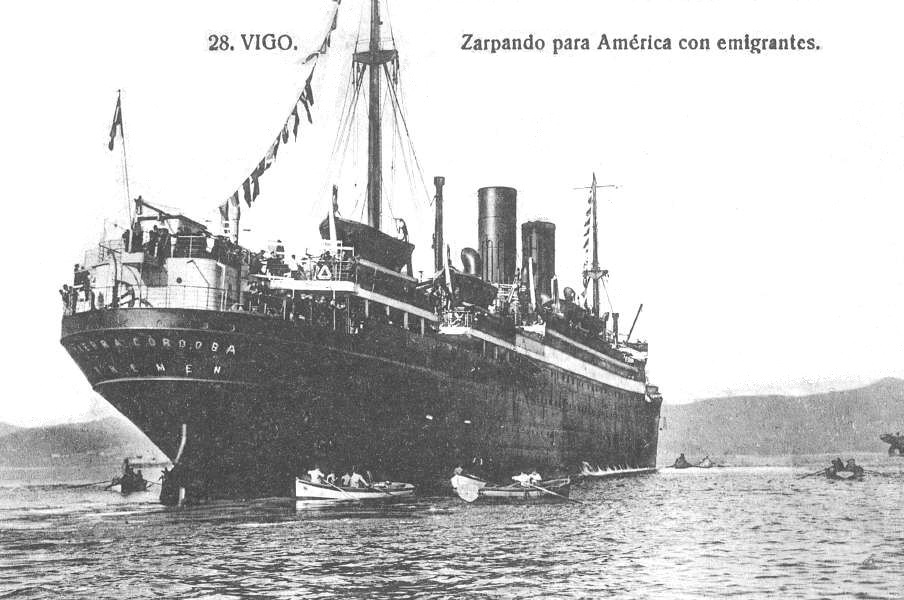
El Sierra Córdoba zarpando de Vigo, dirección América.

La clase Sierra fue un tipo de vapores de pasaje construidos a partir de 1923 por la naviera alemana Norddeutscher Lloyd. Todos los buques de este tipo, de dos chimeneas e inicialmente con chimeneas ocre, casco negro, superestructuras blancas y botes salvavidas en marrón, se bautizaron como Sierra Ventana, Sierra Córdoba y Sierra Morena. No deben confundirse con otra clase Sierra, también de Norddeutscher Lloyd, que entró en servicio en 1912. A veces existe confusión entre ambos tipos de buque, ya que los nombres de los navíos se repetían.

## Construcción y servicio con Norddeutscher Lloyd
Tras la pérdida de los barcos de la primera clase Sierra como consecuencia del Tratado de Versalles, la NDL encargó en 1922 nuevos barcos para recuperar la ruta que los Sierra hacían antes de la contienda. Tras la incorporación del segundo Sierra Nevada (desde 1925 Madrid), que era básicamente una versión de dos chimeneas de los primeros Sierra, se procedió a la construcción de los nuevos transatlánticos.
Estos nuevos buques, también denominados clase Sierra, eran vapores de dos chimeneas de más de 11.000 toneladas brutas, y serían materializados en el astillero Vulkan de Bremen. Aunque los dos primeros barcos, Sierra Ventana y Sierra Córdoba, tenían nombres reciclados de la primera clase Sierra, el último barco, botado el 3 de junio de 1924, recibió un nombre no reutilizado: Sierra Morena.

## Destino

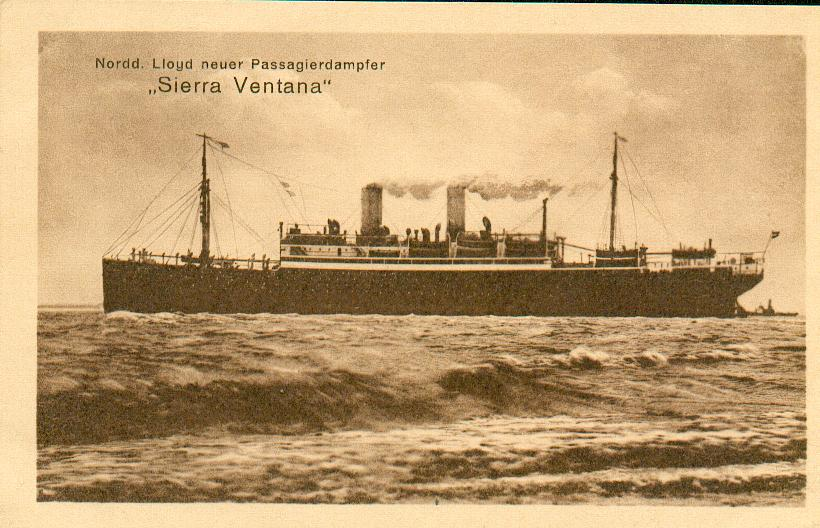
El Sierra Ventana

En 1934, el Sierra Morena fue pintado en blanco (conservando chimeneas ocres), rebautizado Der Deutsche, y comenzando a realizar cruceros para la KdF.Por las mismas fechas, el Sierra Córdoba tuvo el mismo destino, aunque conservó su nombre. El Ventana, por su parte, fue vendido a Italia, operando como Sardegna.
El Der Deutsche sirvió como transporte en la Segunda Guerra Mundial. Durante la Operación Hannibal en 1945 evacuó a 35.000 refugiados alemanes. Cedido a la URSS tras el conflicto, lo rebautizaron Asia, y estuvo en servicio hasta la década de los 60.
El Córdoba sirvió como buque de alojamiento naval en Kiel y, después de la guerra, pasó a manos de los británicos. El transatlántico sufrió graves daños en un incendio en Hamburgo en 1946, y más tarde se hundió mientras era remolcado.
El Sardegna, ahora italiano, sería utilizado como transporte en la Segunda Guerra Mundial, sería torpedeado por el submarino griego Proteus, en 1940, hundiéndose en el Mediterráneo.

## Modelos a escala
La firma de miniaturas Wiking sacó a la venta, entre otros modelos, versiones a escala die-cast (en metal fundido) de los buques de la clase Sierra. Se fabricaron versiones tanto de los navíos en su configuración original como en épocas posteriores (con la KdF). Son de pequeño tamaño, en escala 1:1250, con eslora de 128 mm, manga de 17 mm y 112-114 gramos de peso. Se comercializaron a partir de 1935.